# 欒川県
欒川県（らんせん-けん）は中華人民共和国河南省洛陽市に位置する県。

## 行政区画
- 街道:耕莘街道
- 鎮:赤土店鎮、合峪鎮、潭頭鎮、三川鎮、冷水鎮、陶湾鎮、石廟鎮、廟子鎮、獅子廟鎮、白土鎮、叫河鎮
- 郷:欒川郷、秋扒郷

## 経済
- 洛陽欒川モリブデン業集団（中国語版）本社所在地

## 交通

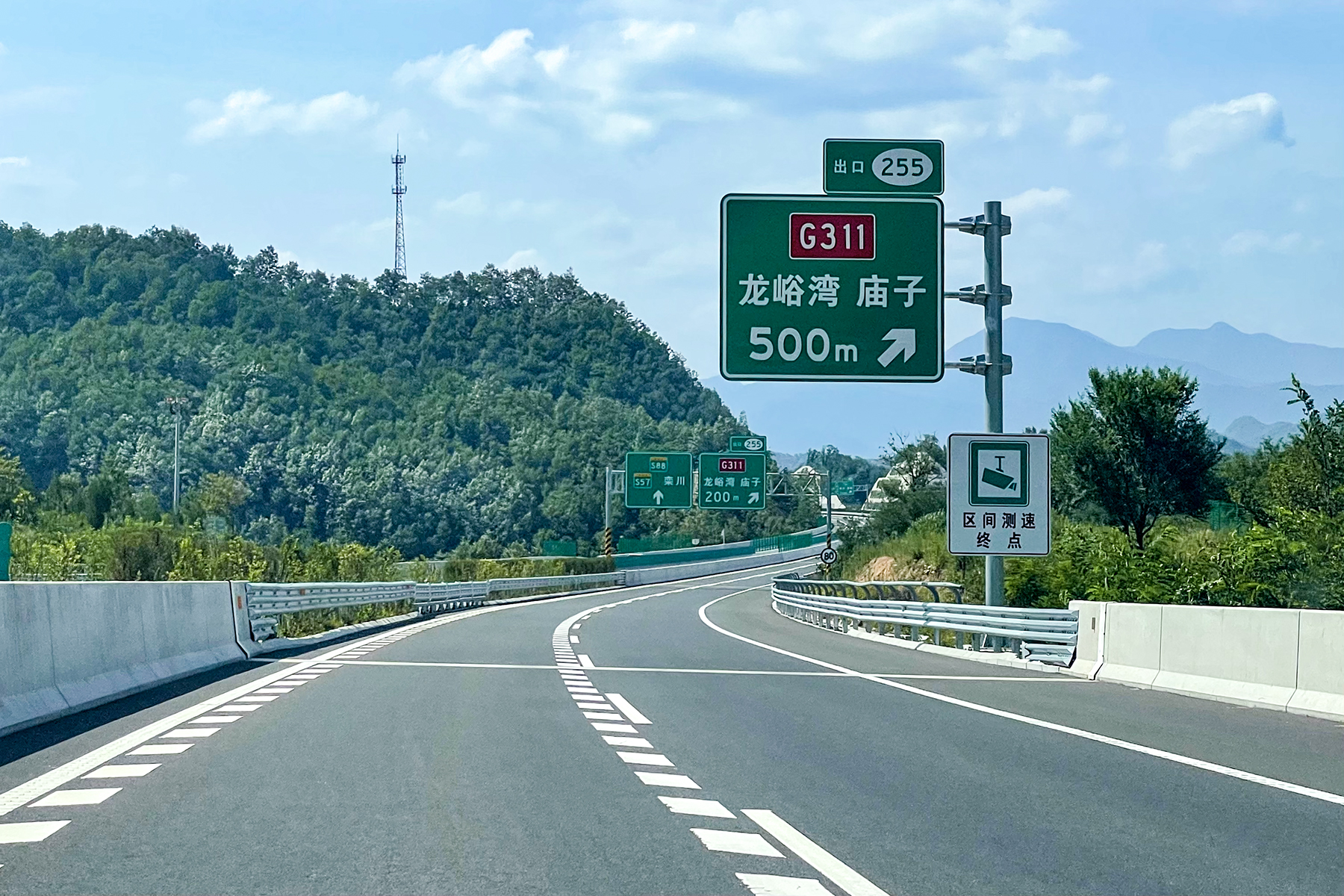
鄭欒高速道路 竜峪湾IC

### 道路
- 高速道路
  -  澠淅高速道路
  -  鄭欒高速道路（中国語版）
  -  欒盧高速道路
  -  洛欒高速道路（中国語版）
- 国道
  - G241国道（中国語版）
  - G311国道（中国語版）
  - G344国道（中国語版）